# Velefique
Velefique là một đô thị thuộc tỉnh Almería, ở cộng đồng tự trị Andalusia, Tây Ban Nha. Đô thị này có diện tích 65 km², dân số năm 2005 là 261 người.

## Biến động dân số
| 1999 | 2000 | 2001 | 2002 | 2003 | 2004 | 2005 |
| ---- | ---- | ---- | ---- | ---- | ---- | ---- |
| 313  | 314  | 318  | 310  | 284  | 263  | 261  |

Nguồn: INE (Tây Ban Nha)